# Изложба „Цртеж и мала пластика” (1986)
Изложба „Цртеж и мала пластика” се одржала у периоду од 31. јула до 14. августа 1986. године, у Уметничком павиљону „Цвијета Зузорић” у Београду.

## Уметнички савет
Избор радова за изложбу је обавио Уметнички савет Удружења ликовних уметника Србије:
- Миодраг Мића Поповић, председник Савета
- Ана Виђен
- Оливера Грбић
- Божидар Дамјановски
- Драган Добрић
- Никола Јанковић
- Олга Јанчић
- Јован Ракиџић

## Излагачи

### Цртеж
1. Јован Андрејевић
2. Лидија Атанасијевић
3. Божанка Белошевац
4. Миомира Благојевић
5. Миливоје Богатиновић
6. Драган Богичић
7. Драгољуб Босић
8. Срђан Боснић
9. Коста Бунушевац
10. Љиљана Бурсаћ
11. Чедомир Васић
12. Јармила Вешовић
13. Борут Вилд
14. Андрија Витез
15. Селена Вицковић
16. Звонимир Властић
17. Рајко Вуксановић
18. Радислав Вучинић
19. Матија Вучићевић
20. Лудвиг Винцент Гадомски
21. Златко Гламочак
22. Милош Голубовић
23. Вјера Дамјановић
24. Фатима Дедић
25. Евгениа Демниевска
26. Горан Десанчић
27. Сретко Дивљан
28. Милица Динић
29. Драго Дошен
30. Марија Драгојловић
31. Марио Ћиковић
32. Душан Ђокић
33. Ђорђе Ђорђевић
34. Стојанка Ђорђић
35. Александар Ђурић
36. Жељко Ђуровић
37. Душица Жарковић
38. Миленко Жарковић
39. Милица Жарковић
40. Светислав Живковић
41. Светлана Златић
42. Зоран Ивановић
43. Владимир Јанковић
44. Љиљана Јарић
45. Душан Јовановић
46. Жикица Јовановић
47. Обрад Јовановић
48. Драгана Јовчић
49. Зоран Јуреш
50. Јасмина Калић
51. Божидар Каматовић
52. Слободан Каштаварац
53. Милица Којчић
54. Милутин Копања
55. Ненад Корица
56. Клара Криштовац
57. Мирјана Крстевска
58. Радмила Лазаревић
59. Милица Лукић
60. Владан Љубинковић
61. Драгана Маговчевић Митрић
62. Игор Маринковић
63. Снежана Маринковић
64. Јелена Марковић
65. Мома Марковић
66. Срђан Марковић
67. Томислав Марковић
68. Весна Мартиновић
69. Мирјана Мартиновић
70. Велимир Матејић
71. Бранимир Мијушковић
72. Предраг Микалачки
73. Младен Мирић
74. Савета Михић
75. Миодраг Млађовић
76. Марклен Мосијенко
77. Јован Мрђеновачки
78. Зоран Настић
79. Тања Николајевић
80. Гордан Николић
81. Јован Ока
82. Ружица Беба Павловић
83. Миливој Павловић
84. Славиша Панић
85. Јосипа Пашћан
86. Душан Петровић
87. Драгана Петровић
88. Данка Петровска
89. Димитрије Пецић
90. Божидар Плазинић
91. Дејан Попов
92. Мице Попчев
93. Божидар Продановић
94. Милан Радовановић
95. Миомир Радовић
96. Небојша Радојев
97. Љиљана Радосављевић
98. Даница Ракиџић Баста
99. Слободан Роксандић
100. Едвина Романовић
101. Њубица Станимировић
102. Слађана Станковић
103. Марија Станарчевић
104. Драгана Станаћев
105. Радмила Степановић
106. Игор Степанчић
107. Жарко Стефанчић
108. Мића Стојиљковић
109. Оливера Стојадиновић
110. Љиљана Стојановић
111. Горан Стојиљковић
112. Слађана Стојановић
113. Стеван Стојановић
114. Слободанка Ступар
115. Војислав Танасијевић
116. Зоран Тодовић
117. Зоран Тодоровић
118. Станка Тодоровић
119. Милица Томић
120. Мирко Тримчевић
121. Лепосава Туфегџић
122. Драгиша Ћосић
123. Владимир Ћирчин
124. Младен Халић
125. Радован Хиршл
126. Бранко Цветковић
127. Биљана Црнчанин
128. Томислав Шебековић
129. Слободан Штетић
130. Зоран Шурлан

### Мала пластика
1. Градимир Алексић
2. Милун Анђелковић
3. Бошко Атанацковић
4. Милица Бачић Мујбеговић
5. Миливоје Богосављевић
6. Савица Дамјановић
7. Стеван Дукић
8. Драгољуб Ђокић
9. Светислав Здравковић
10. Милорад Иветић
11. Момчило Јанковић
12. Зоран Јездимировић
13. Милутин Јовић
14. Надежда Којадиновић
15. Љубомир Лацковић
16. Сабрина Максимовић
17. Миланко Мандић
18. Милан Марковић
19. Добросав Милисављевић
20. Светозар Мирков
21. Драган Николић
22. Влаја Његомир
23. Владислав Петровић
24. Рајко Попивода
25. Балша Рајчевић
26. Тамара Ракић
27. Миодраг Ристић
28. Бане Савић
29. Рада Селаковић
30. Мирољуб Стаменковић
31. Вера Станарчевић
32. Александар Сувачаров
33. Власта Филиповић
34. Сабахудин Чечо